# Goniolimon tataricum
Espèce
Classification phylogénétique
Synonymes
- Goniolimon beckerianum Janka[1]
- Goniolimon tataricum var. kluchoricum Tzvelev
- Limonium latifolium Moench
- Limonium tataricum (L.) Mill.[2]
- Statice tatarica L.[1]
- Statice terekiensis Gueldenst.
- Statice trigona Pall.
- Statice triquetra Boeber
- Taxanthema tatarica Sw.[1]
- Taxanthema tataricum (L.) Sweet

Goniolimon tataricum, le statice vivace, est une espèce de plante de la famille des Plumbaginaceae et du genre Goniolimon.

## Description
Goniolimon tataricum est une plante vivace atteignant 40 cm aux feuilles radicales, oblongues, lancéolées, à la hampe rameuse, divisée en un corymbe paniculé de fleurs, rapprochées en épis courts et serrés.

## Répartition
Goniolimon tataricum est présente dans les Balkans, en Algérie, au Kazakhstan, dans le Caucase du Nord, en Roumanie, en Tunisie, en Ukraine.
Elle pousse notamment dans les zones chaudes et sèches.

## Taxonomie
Goniolimon tataricum a pour sous-espèces :
- Goniolimon tataricum subsp. besserianum (Rchb.) Nyman[4]
- Goniolimon tataricum subsp. croaticum Buzurovic & Bogdanovic[4]
- Goniolimon tataricum subsp. graecum Buzurovic[4]
- Goniolimon tataricum subsp. italicum (Tammaro, Pignatti & Frizzi) Buzurovic[4]
- Goniolimon tataricum subsp. tataricum[4]

Goniolimon tataricum a pour variétés :
- Goniolimon tataricum var. platypterum (Klokov) Tzvelev[4]
- Goniolimon tataricum var. tauricum[4]

## Parasitologie
La feuille a pour parasites Staticobium latifoliae, Phloeospora jaapiana (sv), Erysiphe limonii, Peronospora statices, Uromyces limonii.

## Utilisation
Goniolimon tataricum est cultivée et fréquemment utilisée dans les compositions de bouquets.